# Ramón Prieto Bances
Ramón Prieto Bances (Oviedo, 27 de noviembre de 1889 - Oviedo, 3 de febrero de 1972) fue un jurista y político español, fue ministro de Instrucción Pública y Bellas Artes durante la Segunda República Española, católico y republicano. 

## Biografía
En los años 1930 fue asiduo de las tertulias que se celebraban en el Café Peñalba, situado en la Calle Uría. Prieto llegaría a declarar que "fui ministro porque en el Peñalba no se enteraron a tiempo".
Catedrático de Historia del Derecho en las universidades de Murcia, Salamanca y Oviedo ocupó la cartera de Instrucción Pública y Bellas Artes como independiente en el gobierno que entre el 3 de abril y el 6 de mayo de 1935 presidiría Alejandro Lerroux.
Al estallar la guerra civil española se exilió dando clases en las universidades de Londres, Friburgo y Coímbra y tras su regreso a España sufrió un proceso de depuración política que le impidió recuperar su cátedra hasta el año 1944 en que obtuvo la de Santiago de Compostela, para en 1947 recuperar la de Oviedo donde se jubilaría.